# Jamides kava
Jamides kava är en fjärilsart som beskrevs av Druce 1892. Jamides kava ingår i släktet Jamides och familjen juvelvingar. Inga underarter finns listade i Catalogue of Life.